# 北京市健宮醫院
北京市健宮醫院是一所三級中西醫結合醫院，位於北京市西城區儒福里六號。北京市健宮醫院前身是北京市建築工人醫院、中华人民共和国建设部總醫院，北京健宮醫院成立於1953年。

## 簡介
北京市健宮醫院成立於1953年，健宮醫院的前名為北京市建築工人醫院和建設部總醫院。北京健宮醫院共有409張病床，他們共有34個專科部門。健宮醫院設有心臟中心、骨科中心、急腹症中心、消化内镜中心、泌尿外科中心、呼吸危重症中心、腦卒中中心等；醫院設置了3.0核磁共振系統、大型CT机、血管造影机、高等级層流手術室，還有深切治療部和初生嬰兒深切治療部。2017年，健宮醫院便成為華潤健康（醫療）旗下醫院。2021年，健宮醫院成為北京市內的一所三等中西醫結合醫院。